# Pavol Masaryk
Pavol Masaryk (* 11. února 1980 v Radimově) je bývalý slovenský fotbalový útočník, naposledy hráč FK Hodonín. Stal se nejlepším střelcem slovenské ligy v sezónách 2008/09 (15 gólů v dresu Slovanu Bratislava) a 2011/12 (18 gólů v dresu MFK Ružomberok).

Mimo Slovensko působil na klubové úrovni na Kypru a v Polsku.

## Klubová kariéra
Svoji fotbalovou kariéru zahájil v TJ Radimov, odkud ještě jako dorostenec přestoupil do TJ Holíč. Poté zamířil do MFK Myjava-Turá Lúka. V roce 2003 podepsal smlouvu v klubu FC Spartak Trnava. Nejdelší část své kariéry strávil ve Slovanu Bratislava, se kterým vybojoval v ročníku 2008/09 mistrovský titul. V roce 2010 podepsal v kyperském AEL Limassol. Po půl roce přestoupil do polské Cracovie. V létě 2011 zamířil do slovenského klubu MFK Ružomberok a o rok později do FK Senica. 1. září 2012 vstřelil gól na 1:1 proti Trenčínu, ale zároveň se zranil (přetržené křížové vazy v koleni) a byl dlouhodobě mimo hru. V létě 2013 v Senici skončil.
Další angažmá si sehnal až v lednu 2015, vrátil se do MFK Ružomberok. Hned při své obnovené ligové premiéře 28. února 2015 vstřelil dva góly (shodou okolností proti Senici), přičemž hrál jen třetinu zápasu.
V lednu 2016 se dohodl na angažmá v MFK Skalica. V létě 2016 posílil moravský klub FK Hodonín.
V sezoně 2016/17 se stal druhým nejlepším střelcem soutěže společně s Josefem Křenkem z SFK ELKO Holešov a Petrem Kasalou z TJ Slovan Bzenec. Hodonín divizní skupinu „D“ vyhrál a vybojoval městu po 26 letech třetiligovou příslušnost (viz II. ČNFL – sk. B 1990/91). Kariéru ukončil v létě 2017.